# Championnat des Émirats arabes unis de football 2018-2019
Navigation
Saison précédente Saison suivante
La saison 2018-2019 du Championnat des Émirats arabes unis de football est la quarante-cinquième édition du championnat national de première division aux Émirats arabes unis. Les quatorze meilleures équipes du pays sont regroupées au sein d'une poule unique où elles s'affrontent deux fois au cours de la saison, à domicile et à l'extérieur.
Le championnat passe cette saison de douze à quatorze équipes.
Sharjah SC remporte le championnat et son sixième titre de champion. 

## Qualifications continentales
Les deux premiers du championnat ainsi que le vainqueur de la Coupe des Émirats arabes unis obtiennent leur qualification pour la phase de groupes de la Ligue des champions de l'AFC 2020. Le troisième du championnat (ou le 4e si le vainqueur de la Coupe termine parmi les trois premiers) doit quant à lui passer par le tour préliminaire. 

## Les clubs participants
- Al-Wahda Club
- Al Ain Club
- Ajman Club
- Sharjah SC
- Al-Dhafra
- Emirates Club
- Al-Jazira Club
- Al Nasr Dubaï
- Shabab Al-Ahli Dubaï
- Al Wasl Dubaï
- Baniyas SC - promu de D2
- Dibba Club
- Al-Ittihad Kalba SC - promu de D2
- Fujaïrah Sports Club - promu de D2

## Compétition

### Classement
Le classement est établi sur le barème de points classique (victoire à 3 points, match nul à 1, défaite à 0).
| Rang | Équipe                 | Pts | J  | G  | N  | P  | Bp | Bc | Diff |
| ---- | ---------------------- | --- | -- | -- | -- | -- | -- | -- | ---- |
| 1    | Sharjah SC             | 59  | 26 | 17 | 8  | 1  | 57 | 30 | +27  |
| 2    | Shabab Al-Ahli Dubaï C | 53  | 26 | 17 | 2  | 7  | 57 | 36 | +21  |
| 3    | Al-Wahda Club          | 46  | 26 | 14 | 4  | 8  | 63 | 40 | +23  |
| 4    | Al Ain ClubT           | 46  | 26 | 14 | 4  | 8  | 45 | 35 | +10  |
| 5    | Al-Jazira Club         | 45  | 26 | 13 | 6  | 7  | 65 | 41 | +24  |
| 6    | Baniyas SC P           | 40  | 26 | 11 | 7  | 8  | 54 | 40 | +14  |
| 7    | Ajman Club             | 37  | 26 | 10 | 7  | 9  | 41 | 40 | +1   |
| 8    | Al Nasr Dubaï          | 36  | 26 | 10 | 6  | 10 | 42 | 40 | +2   |
| 9    | Al Wasl Dubaï          | 34  | 26 | 10 | 4  | 12 | 45 | 54 | -9   |
| 10   | Al-Dhafra              | 29  | 26 | 8  | 5  | 13 | 37 | 49 | -12  |
| 11   | Al-Ittihad Kalba SCP   | 25  | 26 | 5  | 10 | 11 | 41 | 51 | -10  |
| 12   | Fujaïrah Sports Club P | 21  | 26 | 6  | 6  | 15 | 36 | 63 | -27  |
| 13   | Emirates Club          | 18  | 26 | 4  | 6  | 16 | 30 | 62 | -32  |
| 14   | Dibba Club             | 17  | 26 | 4  | 5  | 17 | 34 | 62 | -28  |

| Légende : Qualifications et relégations | Légende : Qualifications et relégations                                                         |
| --------------------------------------- | ----------------------------------------------------------------------------------------------- |
|                                         | Qualification pour la Ligue des champions de l'AFC 2020                                         |
|                                         | Qualification pour le tour préliminaire de la Ligue des champions de l'AFC 2020                 |
|                                         | Relégation en First Division League                                                             |
|                                         | T : Tenant du titre 2017-2018 P : Promu de D2 C : Vainqueur de la Coupe des Émirats arabes unis |

- source sur site officiel Arabian Gulf League
- Shabab Al-Ahli Dubaï étant également vainqueur de la Coupe, le 3e est qualifié pour les phases de poule de la Ligue des champions de l'AFC 2020.

## Bilan de la saison
| Championnat des Émirats arabes unis de football 2018-2019 |                                 |
| Champion                                                  | Sharjah SC (6e titre)           |
| Coupes et trophées                                        |                                 |
| Vainqueur de la Coupe des Émirats arabes unis 2018-2019   | Shabab Al-Ahli Dubaï            |
| Qualifications continentales                              |                                 |
| Ligue des champions de l'AFC 2020                         | Sharjah SC                      |
| Ligue des champions de l'AFC 2020                         | Shabab Al-Ahli Dubaï            |
| Ligue des champions de l'AFC 2020                         | Al-Wahda Club                   |
| Ligue des champions de l'AFC 2020                         | Al Ain Club (tour préliminaire) |
| Promotions et relégations                                 |                                 |
| Promus en Arabian Gulf League                             | Khor Fakkan Club                |
| Promus en Arabian Gulf League                             | Hatta Club                      |
| Relégués en First Division League                         | Emirates Club                   |
| Relégués en First Division League                         | Dibba Club                      |